# André Gros
André Gros (Douai, 19 mei 1908 - 22 april 2003) was een Frans rechtsgeleerde en diplomaat. Hij was hoogleraar aan verschillende Franse universiteiten en juridisch adviseur voor het Ministerie van Buitenlandse Zaken. Verder was hij diplomaat bij de Verenigde Naties, verbonden aan het Permanente Hof van Arbitrage en Internationale Gerechtshof.

## Levensloop
Gros was een zoon van een officier van justitie. Zijn studie rechten volgde hij in Lyon en Parijs.
In 1931 werd hij docent aan de Sorbonne. Daarna werd hij aangesteld als hoogleraar in Nancy (1935) en Toulouse (1937). Na zijn habilitatie in 1938 was hij van 1939 tot 1942 hoogleraar politicologie aan de Universiteit van Rio de Janeiro en in 1959 aan de Haagsche Academie voor Internationaal Recht.
Naast zijn wetenschappelijke loopbaan was hij als diplomaat actief. Vanaf 1939 werkte hij in verschillende functies voor het Ministerie van Buitenlandse Zaken. Zo was hij vanaf 1940 juridisch adviseur voor de ambassade in Londen, van 1943 tot 1948 vertegenwoordiger bij de United Nations War Crimes Commission, in 1946 juridisch adviseur voor de Franse delegatie tijdens de Vredesconferentie van Parijs en van 1947 tot 1963 juridisch adviseur voor het Ministerie van Buitenlandse Zaken.
Sinds 1950 was Gros verbonden aan het Permanente Hof van Arbitrage in Den Haag en van 1961 tot 1963 lid van de Commissie voor Internationaal Recht van de Verenigde Naties; in 1962 was hij daarbij voorzitter van de commissie. Voor de periode van 1964 tot 1982 diende hij twee volle termijnen van negen jaar als rechter van het Internationale Gerechtshof in Den Haag. Van 1971 tot 1977 was hij daarnaast lid van het Arbitragehof in het conflict om het Beaglekanaal tussen Argentinië en Chili.
Gros werd door de Franse overheid uitgeroepen tot Commandeur in het Legioen van Eer en opgenomen als Honorary Bencher door de Engelse advocatenkamer Inner Temple. Vanaf 1959 was hij lid van het Institut de Droit International, waarvan hij de zitting in 1979 in Athene als voorzitter leidde. De American Society of International Law riep hem in 1983 uit tot erelid.

## Werk (selectie)
- 1932: Survivance de la raison d'Etat, Dalloz, Parijs
- 1943: Les Problèmes politiques de l'Europe: réflexions sur la paix future, Hachette, Londen
- 1960: Traités et documents diplomatiques, met Paul Reuter, Presses universitaires de France, Parijs

- Bibliothèque nationale de France: cb12207791j (data)
- Catàleg d'autoritats de noms i títols de Catalunya: 981058523232406706
- Gemeinsame Normdatei: 143754513
- International Standard Name Identifier: 0000 0001 1567 5447
- Library of Congress Control Number: n82131777
- Nationale Bibliotheek van Israël: 987007304536805171
- Nederlandse Thesaurus van Auteursnamen: 069159084
- Système universitaire de documentation: 030717876
- Virtual International Authority File: 39425825
- WorldCat: E39PBJxxfQjFXtkcQcCvtPPvpP